# Titus Taeschner
Titus Taeschner (* 30. Januar 1905 in Altona; † 9. November 1997 in Wolfsburg) war ein deutscher Architekt, der sowohl in der Zeit des Nationalsozialismus als auch in der Nachkriegszeit maßgeblich am Bau der Stadt Wolfsburg beteiligt war.

## Leben
Taeschners Vater war der Oberingenieur und Science-Fiction-Autor Titus Taeschner (1869–1940).

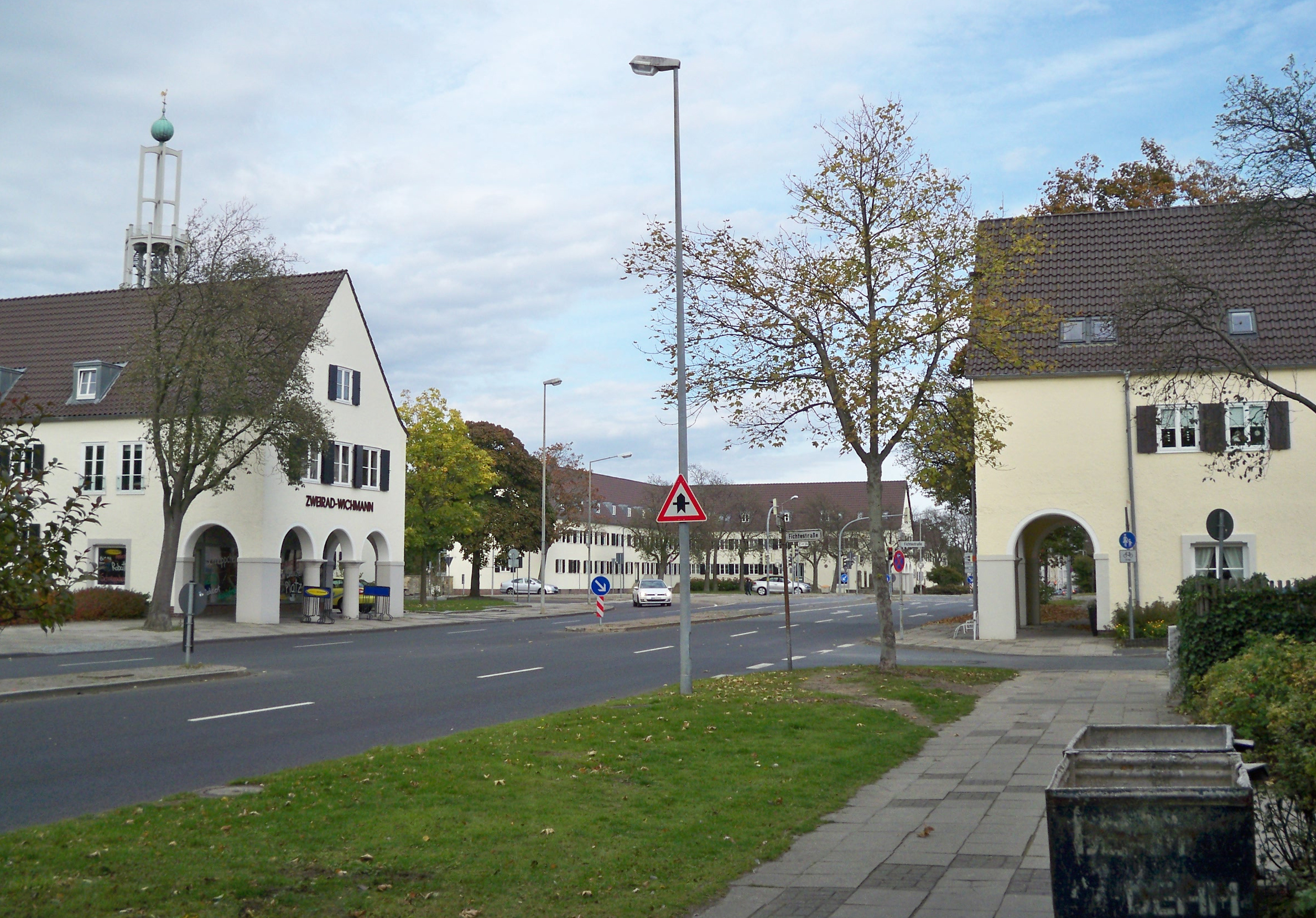
1942 entstandene Häuser an der heutigen Friedrich-Ebert-Straße

Titus Taeschner besuchte Schulen in München, Mannheim, Hamburg und Stettin. Ab 1925 studierte er an der Technischen Hochschule Braunschweig Architektur und wurde dort promoviert. Zu seinen Studienfreunden zählte Friedrich Wilhelm Kraemer. Taeschner wurde Stellvertreter Peter Kollers, der dem Stadtbaubüro vorstand und somit die Planungen und den Aufbau der 1938 gegründeten Stadt des KdF-Wagens bei Fallersleben zu verantworten hatte. Taeschner selbst führte das Hochbauamt und entwarf zusammen mit Koller die ersten Wohnsiedlungen der Stadt, unter anderem im Heimatschutzstil die Siedlung Steimker Berg, die seit den 1980er Jahren unter Denkmalschutz steht, und mehrere Straßenzüge in der heutigen Kernstadt. Er war erster technischer Geschäftsführer der 1938 gegründeten Wohnungsbaugesellschaft Neuland.

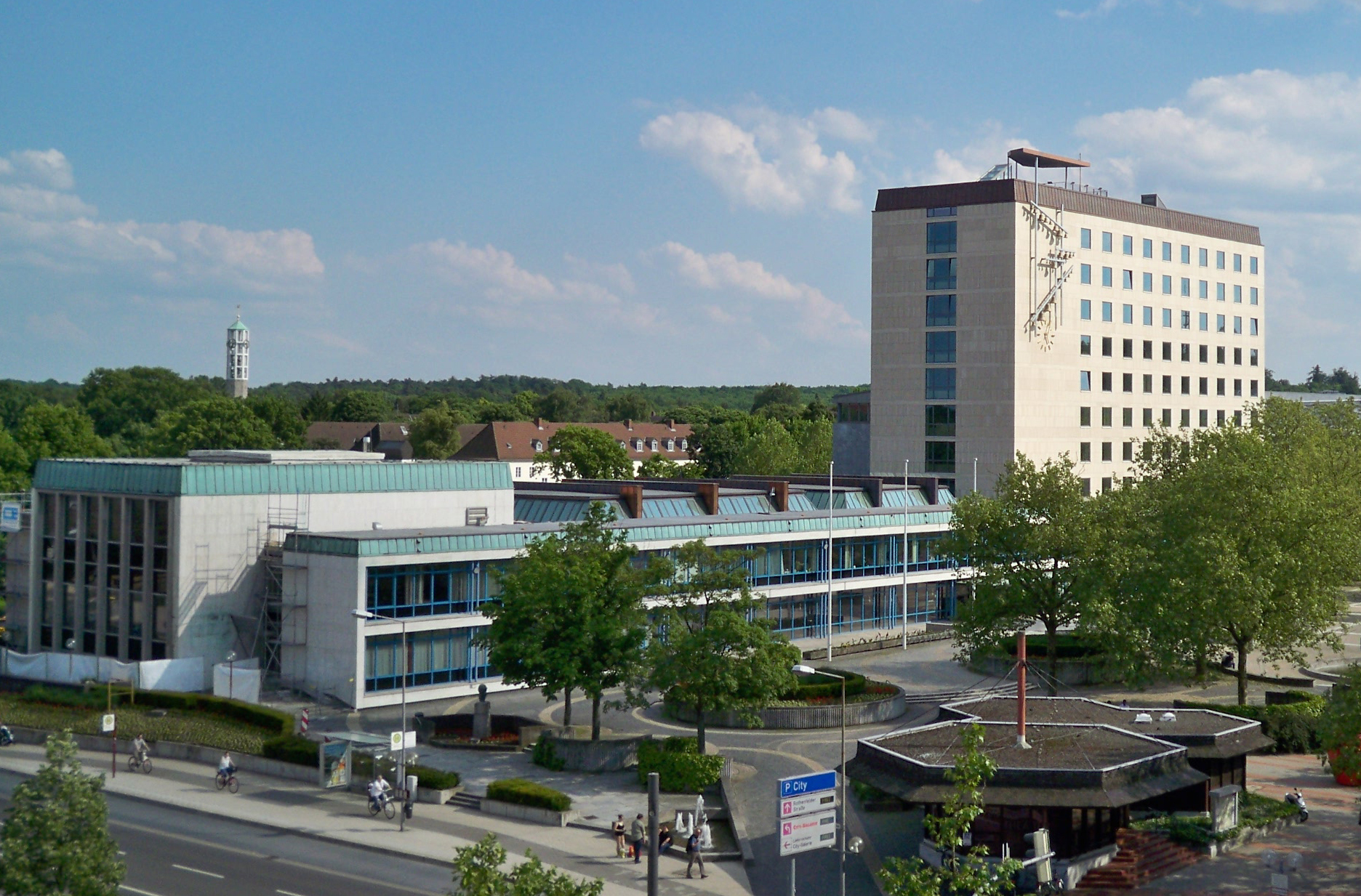
Wolfsburger Rathaus

Taeschner machte sich nach Kriegsende als Architekt selbstständig; bis 1948 war Peter Koller in Taeschners Büro angestellt, bevor er sich ebenfalls selbstständig machte. Taeschner entwarf zahlreiche weitere Mehrfamilienhäuser in der schnell wachsenden Stadt Wolfsburg. 1954 gewann er den Architektenwettbewerb zum Bau des Wolfsburger Rathauses, das im Jahr 1958 eingeweiht wurde. In den Folgejahren entwarf er weitere Gebäude im Wolfsburger Stadtzentrum, darunter das damalige Amtsgericht und das Piazetta-Eck. 1986 lebte Taeschner in Wolfsburg.

## Bauten und Entwürfe in der Stadt des KdF-Wagens bei Fallersleben/Wolfsburg

### Vor 1945
Es sind die heutigen Straßennamen angegeben.
- Siedlung Steimker Berg, 1938–1941 (mit Peter Koller)[5]
- Ensemble Heinrich-Heine-Straße 1–55, 1941 (mit Peter Koller)[6]
- Ensemble an der Friedrich-Ebert-Straße, 1942 (mit Peter Koller)[7]
- Ensemble an der Goethestraße, 1941 (mit Peter Koller), heute Piazza Italia[8]
- Ensemble an der Schillerstraße, 1941 (mit Peter Koller)[9]
- Wohnhöfe Bebelstraße und Rathenauplan, 1942 (mit Peter Koller)[10]
- Reihenhäuser am Großen Schillerteich, 1942 (mit Peter Koller)[11]

### Nachkriegszeit
- Taeschner-Plan, 1945, erste Stadtplanung nach dem Krieg im Bereich der heutigen Stadtteile Stadtmitte, Rothenfelde, Schillerteich, Steimker Berg, Köhlerberg, Klieversberg (ohne Stadtkrone, zu deren Umsetzung es nicht kam) und Hohenstein.[12]
- Mehrfamilienhäuser Laagbergstraße 76–80, 1954[13]
- Rathaus, 1955–1958[14]
- Kino und Veranstaltungsgebäude Imperial, 1956[15]
- Wohltbergschule, 1957[16]
- Ehemaliges Amtsgericht, 1958 (heute Rathaus C)[17]
- Piazetta-Gebäude, 1959 (heute Rathaus E)[18]
- Theodor-Heuss-Gymnasium, 1959[19]
- Mehrfamilienhäuser am Eckernweg, 1959[20]
- Theater Wolfsburg (heute Scharoun-Theater Wolfsburg) (Entwurf, 3. Platz), 1965 (mit Richard Rudolf Gerdes und Friedrich Spengelin)[21]
- Hochhausgruppe „Burg“, Detmerode, 1968 (Gesamtplanung)[18]
- Gemeindezentrum Bonhoeffer, Westhagen, 1975 (mit Richard Rudolf Gerdes)[22]

## Schriften
- Das Braunschweigische Fachwerkhaus. E. Appelhans & Comp., Braunschweig 1935.